# Dacrydium spathoides
Dacrydium spathoides — вид хвойних рослин родини подокарпових.
Видовий епітет вказує на форму дорослого листя, яке нагадує spathe — «покривало».

## Опис
Дерево 26–34 м заввишки, 50 см у діаметрі. Кора виділяє червоний сік. Листки молодих дерев принаймні 6 мм у довжину, лінійно-ланцетні, ≈ 1 мм ушир, завтовки 0,2 мм. Дорослих дерев листки 2–4 мм завдовжки, лінійно-ланцетні, ушир 0,8–0,9 мм, завтовшки 0,2 мм. Насіннєві шишки завдовжки 2–3 мм і 0,5 мм ушир, прикрита нижня частина насіння. Зріле насіння 4 мм у довжину, яйцеподібне, коричневе, часто є 2 насіння в шишці.

## Поширення, екологія
Країни поширення: Індонезія (Папуа). Вид відомий з одної місцевості, на річці Іденберг, де утворює дерева пологу вологого, мохового гірського дощового лісу на висоті 2150-2200 м над рівнем моря.

## Використання
Деревина цього дерева, можливо, використовувати для будівництва (житлового будівництва).

## Загрози та охорона
Загроз не відомі або не були зареєстровані. Єдина відома місцевість проживання не знаходиться під охороною.